# We are all Africans
We are all Africans er en dokumentarfilm instrueret af Malene Nielsen efter eget manuskript.

## Handling
Med afsæt i Hannah Arendt-citatet "Vi skal lære at se verden med de andres øjne" tager filmskaberen Malene Nielsen os med på en legefuld færd i forsøget på at bryde den ensidige vestlige historiefortælling om Afrika, i dette tilfælde Etiopien. Rammen om filmen er et iscenesat talk show, et grønt sofamiljø plantet på gaden midt i Afrikas største marked, Merkato. Instruktøren indtager rollen som talkshow-vært og inviterer de forbipasserende ind som gæster. En række fotografier af fattigdomsramte børn med udspilede maver og fluer i øjenkrogene bliver omdrejningspunktet for sofasamtalerne. Stemmer de magtfulde vestlige formidleres repræsentationer overens med gæsternes egne levede erfaringer i et af verdens fattigste lande?